# 社会表征
社会表征（或社会再现、社会表象）是用于建立社会秩序、引导参与者，并使群体和社群成员之间能够交流的一套共同的价值、观念、隐喻、信仰和实践的系统。社会表征理论是社会心理学和社会学的社会心理学的一套理论体系。它与社会建构主义和符號互動論等社会学理论有相似之处，并且在某些方面类似于大众共识和话语心理学。

## 起源与定义
塞尔日·莫斯科维奇在研究法国对精神分析理论的接受和流传的著作《精神分析、意象与受众》（法語：La psychanalyse, son image et son public, 1961）中，创造了“社会表征”一词。它是指“社群出于行为和交流的目的对社会对象的集体阐述”。其进一步衍伸的意义为“具有双重功能的价值、观念和实践体系；首先，它能建立一种秩序，使个体能够在物质和社会世界中定位自身并掌握世界；其次，它为社群内的成员提供了社会交换的符码，以及对世界、个体和群体历史的各个层面清晰地命名和归类的符码，从而使社群成员之间能够沟通交流”。在研究中，莫斯科维奇试图弄清科学理论如何在常识领域内传播，以及外行大众讲述这些理论时，讲述出来的理论会发生什么变化。莫斯科维奇在分析中假设有两个宇宙：具体化的科学宇宙，它根据科学规则和程序运作并产生科学知识，以及共识的社会表征宇宙，其中普通公众讲述并传播知识形式，构成了常识的内容。
莫斯科维奇的研究将1950年代法国社会分成了三部分：城市自由主义者、天主教徒和共产主义环境，然后看三种环境如何应对精神分析思想的挑战。莫斯科维奇发现，三个社会群体的交流过程、内容及其结果是不同的。他认为，政治宣传（propaganda）是共产主义环境下的典型交流方式，传播因而是系统组织的，强调与精神分析思想的不相容和冲突，目的是产生对其负面的刻板印象。传播（propagation）是天主教的典型形式，它是说教式的和秩序井然的，但其目的是对认可精神分析的天主教徒人群做出有限的让步，同时限制其在教会正统中的接受程度。扩散（diffustion）是城市自由主义者环境的典型特征，其中交流只是为了告知人们新的机会，几乎不抵触精神分析学说。

## 锚定和具化
莫斯科维奇提出，锚定（anchoring）和具化（objectification）是将不熟悉的东西变得熟悉的两个主要过程。锚定涉及将新的现象（对象、关系、经验、实践等）整合到既有的世界观中，为其赋予意义，这样一来，它就能得到解释并与“已知”进行比较。这样一来，陌生物体带来的威胁感就消除了。而具化的过程中，抽象的东西变成了近乎具体的东西。
因此，社会表征可以视为社会建构的过程和结果。在“生产表征”的“表征的社会认知活动”中，社会表征不断地转化为社会现实，同时不断地被重新解释、重新思考、重新呈现。
莫斯科维奇的社会表征理论受到了埃米尔·涂尔干的集体表征概念的启发。从集体表征到社会表征的转变是由現代性的社会状况带来的。

## 解释和发展
社会表征既不应等同于相对稳定的集体表征，也不应与个体的心智表徵混淆。该理论的几位贡献者对此进行了阐述：Gerard Duveen和Barbara Lloyd强调了个体和集体在社會化微观生成过程中的联系，沃尔夫冈·瓦格纳理论化了行动和社会互动在社会表征的建构过程中的作用，桑德拉·约夫切洛维奇提议将社会表征视为介于个体与社会之间的空间，即公共领域，它将客体、主体和活动联系起来。大多数学者都认为，社会表征是知识的动态元素，它依赖于社会冲突和争论而产生，并且具有随着时间的推移被详述和变化的历史。Bauer和Gaskell将这一观点整合到他们的形式模型中，模型涉及三个要素：主体（或表征的载体），被表征的对象、活动或观念，以及社会群体的投射，表征要在其中才具有意义。该模型称作社会表征的三角巧克力模型（toblerone model of social representations）。
自莫斯科维奇最初提出该理论以来，该领域已有各种发展。让-克洛德·阿布里克和他的同事探究了社会表征的结构元素，根据某些信念的中心性和稳定性区分了核心元素和边缘元素。这种方法后来被称为中心核理论（central nucleus theory）。萨阿迪·拉鲁探究了社会表征和行为之间的关系，重点关注饮食表征和消费者行为。其他重要的理论进展包括：Caroline Howarth将社會認同理論与社会表征理论联系起来，Gerard Duveen阐述了与性别社会表现的微观成因有关的发展方面，Janos Laszlo和Michael Murray将叙事心理学与社会表征理论联系起来，沃尔夫冈·瓦格纳研究了话语过程、集体行为模式和社会表征构建之间的关系。

## 现状和流行
尽管年代较久，社会表征理论仍然相当流行，特别是在欧洲社会心理学家中。该理论领域的两部经典著作包括莫斯科维奇本人的关于法国精神分析表征的开山之作《精神分析、意象与受众》，以及Denise Jodelet对精神病的社会表征的研究《Madness and Social Representations》。然而，该理论并非一成不变的教条，它引起了社会表征主义者和其他理论家的持续讨论和争议。该理论在美国热度不高，部分原因是莫斯科维奇的大部分作品最初是以法语出版的。